# Pearl Street Films
Pearl Street Films es una compañía productora estadounidense de cine y televisión con sede en Warner Bros. Studios en Burbank (California). Fue fundada por los actores Ben Affleck y Matt Damon en 2012, con Jennifer Todd como presidenta.
Entre sus producciones más destacadas están la película Manchester by the Sea (2016), que fue nominada al Óscar como mejor película, así como Jason Bourne (2016), que fue un éxito en taquilla.

## Historia
Ben Affleck y Matt Damon trabajaron juntos para HBO como productores de la serie documental Project Greenlight entre 2001 y 2005. Tras varios años con la idea de crear su propia compañía, ambos fundaron Pearl Street Films a comienzos de 2012, una empresa que produciría contenido original en Warner Bros. Studios en Burbank (California). La empresa debe su nombre a Pearl Street, una calle en la ciudad de Nueva York que Affleck y Damon frecuentaban mientras se formaban como actores. En octubre de ese año, Jennifer Todd fue anunciada como la presidenta de la organización.
La primera producción de la empresa fue la película Promised Land (2012), dirigida por Gus Van Sant, distribuida por Focus Features y protagonizada por Damon en el papel de Steve Butler, un empresario que busca adquirir terrenos ricos en petróleo engañando a familias de bajos recursos. La cinta tuvo una respuesta crítica mixta y fue un fracaso en taquilla. Después de ello, se produjo una cuarta temporada de Project Greenlight para HBO, en la que Jason Mann resultó ganador y se le dio la oportunidad de dirigir una película para televisión, que resultó siendo The Leisure Class.
En 2016, fue producida la serie Incorporated para el canal Syfy, y si bien tuvo una respuesta crítica positiva, fue cancelada tras su primera temporada por los bajos índices de audiencia. También fueron realizadas tres películas; la primera fue Jason Bourne (2016), quinta entrega de la saga del personaje de Jason Bourne interpretado por Damon. La película tuvo críticas mixtas, pero fue un éxito en taquilla tras recaudar 415 millones de dólares a nivel mundial. La segunda, Live by Night (2016), fue dirigida, escrita y protagonizada por Affleck, y tuvo una respuesta crítica negativa, además de suponer un fracaso en taquilla. Su siguiente producción fue Manchester by the Sea (2016), dirigida por Kenneth Lonergan y protagonizada por Casey Affleck, el hermano menor de Ben Affleck. La película recibió la aclamación de la crítica y recibió seis nominaciones a los Premios Óscar, entre ellas mejor película. 
En 2019, fue producida la serie City on a Hill para el canal Showtime, que tuvo una recepción crítica positiva. La siguiente producción fue la película The Last Duel (2021), dirigida por Ridley Scott y protagonizada por Adam Driver junto a Affleck y Damon, quienes también coescribieron el guion.

## Producciones
| Año  | Título                | Director         | Distribuidor          | Calificación (RT) | Recaudación (USD) | Notas                                 |
| ---- | --------------------- | ---------------- | --------------------- | ----------------- | ----------------- | ------------------------------------- |
| 2012 | Promised Land         | Gus Van Sant     | Focus Features        | 53%               | $12 394 562       | Primera producción                    |
| 2015 | The Leisure Class     | Jason Mann       | HBO Films             | 0%                | —                 |                                       |
| 2016 | Manchester by the Sea | Kenneth Lonergan | Amazon Studios        | 96%               | $78 988 148       | Seis nominaciones a los Premios Óscar |
| 2016 | Jason Bourne          | Paul Greengrass  | Universal Studios     | 55%               | $415 484 914      |                                       |
| 2016 | Live by Night         | Ben Affleck      | Warner Bros. Pictures | 35%               | $22 678 555       |                                       |
| 2021 | The Last Duel         | Ridley Scott     | 20th Century Studios  | 67%               | —                 |                                       |

| Año           | Título             | Creador             | Distribuidor | Calificación (RT) | Notas    |
| ------------- | ------------------ | ------------------- | ------------ | ----------------- | -------- |
| 2015          | Project Greenlight | Alex Keledjian      | HBO          | —                 | Reinicio |
| 2016          | Incorporated       | David y Alex Pastor | CBS          | 75%               |          |
| 2019-presente | City on a Hill     | Charlie McLean      | Showtime     | 73%               |          |